# 寺西封元
寺西 封元（てらにし たかもと、1749年（寛延2年）- 1827年3月15日（文政10年2月18日））は、江戸時代後期の武士、文化文政時代の幕府代官。特に、陸奥国白川郡塙（福島県塙町）の代官としての事績で知られる。通称、寺西重次郎。

## 経歴
安芸国豊田郡三原（広島県三原市）に浅野家の下級家臣の子として生まれ、幼名を畦松（くろまつ）といった。やがて父が浪人となり、幼くして寺に入るが、15歳で還俗し、江戸へ出た父の後を追った。
父の没後、いち早く徒士となっていた兄、茂平の伝手で、1772年（安永元年）7月幕府西城御徒頭の柘植守清組の徒士となり、1792年（寛政4年）には徒士組頭から取り立てられて、陸奥国白川郡に入り、塙代官として6万石を預かり、さらに小名浜領3万石の統治にも当たった。
塙代官として、儒教の五倫五常を平易に説いた、いわゆる寺西八ヶ条を広めるなど、農民の教化に努め、間引きの横行などによって生じていた人口減少に歯止めをかけ、周辺の諸藩からも注目されるようになった。
1814年（文化11年）には、陸奥国伊達郡桑折陣屋（福島県桑折町）3万石を預かることとなったが、引き続き塙、小名浜、合わせて8万石も統治し、さらに半田銀山や、川俣代官所の2万石を治めていた。桑折に移った後の塙代官所には、息子の隆三郎（後の蔵太）を置いて統治に当たらせた。
1818年（文政元年）、勘定組頭を兼ねて、江戸在勤となったが、1820年（文政3年）には桑折代官に復帰し、そのまま1827年（文政10年）に桑折で死去するまで代官職にあった。
墓は、桑折町の無能寺にある。
後代には、もっぱら「名代官」として伝えられる寺西封元であるが、1816年（文化13年）に川俣代官だった山本大膳の転任に伴い、川俣の統治を寺西が引き継ぐことになった際には、多くの村役人が、小名浜の事情を踏まえて「御改正は名ばかりにて、内実は賄賂の多少により賞罰これあり候に付き、百姓の難渋は少なからず、却って困窮している」として寺西への引き継ぎを拒んだという。

## 寺西八ヶ条
| 寺西八カ条 一ケ条 天はおそろし 毎日＜毎日＞人間の心の内と、しわざをば天は見通しなり、こころを正直にして、良き事をする者には、どこぞでは御恵あり、悪心をたくみ、わろき事をする者には罰あたるなり、恐るべき事なり ニケ条 地は大切 人々の喰物着る者、其外何にても地より出来ざる者はなし、地を粗末にすると自然に罰あたり、食物其外何事にも手づかへ困る事出来るなり、少しの地にても大切にする事なり 三ケ条 父母は大事 面々人なみに育ち働く体は皆父母よりさづかり、色々の手当、苦労の養ひを受け人になる父母の大恩限りなし、大事にせねばならぬ事なり 四ケ条 子は不憫、可愛 子は不憫かあいく思ふは生類皆同じ、一人の子にても、五人、七人ある子にても、皆我肉を分けたる子なればかあいさに違ひなし、いくたり出来ても同じ様に大事に育て上べし、年老いては子や孫より外に頼みはなし、子を粗末にすれば、鳥獣にも劣りて、天の理にそむく故末あしくと知るべし 五ケ条 夫婦むつまじく 夫婦は天地自然の道なれば、夫は女房を不憫に思ひ頼みに致し、女房は夫を親の如く大事に致し夫の心に背かぬ様に一生睦しく暮すべし 六ケ条 兄弟仲よく 兄弟は前後に生れたる違ひにて同体なり、随分仲よくして互の力になるべき事なり 七ケ条 職分を出精 田畑の作り方、其外、百姓のなすべき業を年中油断なく精出しかせぐべし、精出せぱ諸事整い段々に栄へ、油断すれば貧乏苦労 たへぬなり、平日ともに衣類・食物を始め何事も奢りがましき事なく倹約を守りかせぐ事随分出精すべし 八ケ条 諸人あひきゃう 人間一生の世渡り人ににくまれては災出来、憂苦労たへぬなり、相互に情深く実儀を以て美しく世を渡る事を心掛け、凡難儀な る者事、腹の立つ事をも勘忍を第一にして愛嬌を専らにすべし 右八カ条の趣を、ふだん心掛け守れば、人間の道にかなふ故其身子孫繁昌に栄ゆる事疑ひなし、若し又右を守らず身持心持悪しき者は改めの上急度とかめ申付候聞良く＜良く＞大切に相守るべし 寛政五年正月 |

現代の塙町では、「寺西八ヶ条」は簡略化した形で普及が図られている。
| 塙代官御定書 寺西八カ条 天領の郷 塙町 一.天はおそろし 天はすべて お見通しである[勧善懲悪] 二.地は大切 耕地の管理をしなければならない 三.父母は大事 父母への孝養をつくすこと 四.子は不憫・可愛 子は平等に大事に育てること 五.夫婦むつましく お互いを支え一生仲良く暮らすこと 六.兄弟仲よく 兄弟は親密にして助け合うこと 七.職分を出精 勤勉に働き 生活では倹約を守ること 八.諸人あいきょう 人とのつきあいは忍耐と愛きょうで |